# استان‌های روم

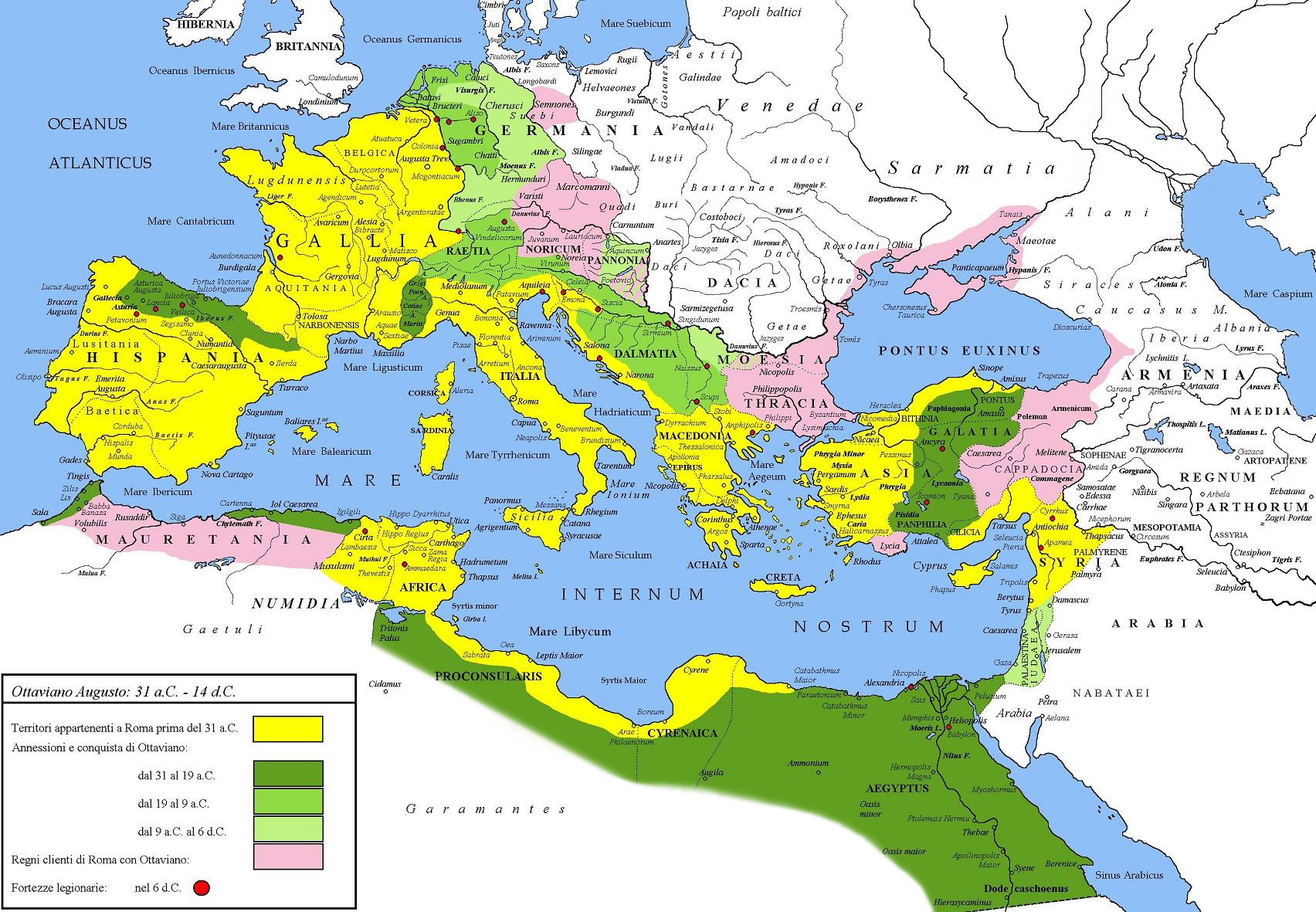
امپراتوری روم در زمان آگوستوس (از ۳۱ سال قبل از میلاد تا ۱۴سال پس از میلاد). رنگ زرد: ۳۱ سال قبل از میلاد، سبز تیره از ۳۱ تا ۱۹ سال پیش از میلاد، رنگ سبز روشن ۹از ۹ تا ۶ سال پیش از میلاد، و ایالت‌های کارفرمایی به رنگ بنفش نشان داده شده‌اند

استان‌های روم (به لاتین: provincia، جمع آن: provinciae) در روم باستان، یک یکای پایه از استان‌های امپراتوری چهارگانه (۲۹۳ پیش از میلاد) و بزرگترین واحد ارضی و اداری از اموال ارضی امپراتوری در خارج از ایتالیا بود. این نام رومی تا امروز در زبان انگلیسی به صورت (province) به همان معنی استان به کار می‌رود.
برای قرن‌ها، استان بزرگ‌ترین واحد اداری از قلمروهای خارجی روم باستان بود. با اصلاحات اداری که توسط دیوکلسین آغاز شد، استان به یک زیرمجموعه در سطح سوم اداری در امپراتوری روم تبدیل شد، یا به‌عبارت دیگر، به یک زیرمجموعه از دیوسیه‌های امپراتوری (که خود زیرمجموعه‌هایی از پرفکتوریت‌های امپراتوری بودند) تبدیل شد.
یک استان، واحد پایه‌ای و تا زمان حکومت چهارسالاری (از سال ۲۹۳ میلادی)، بزرگ‌ترین واحد قلمرویی و اداری از دارایی‌های سرزمینی امپراتوری خارج از ایتالیای روم بود.
در دوران جمهوری و اوایل امپراتوری، استان‌ها به‌طور کلی توسط سیاستمدارانی از رتبه سناتوری اداره می‌شدند، معمولاً افرادی که پیش‌تر کنسول یا پرایتور بودند. یک استثنای بعدی، استان مصر بود که توسط آگوستوس پس از مرگ کلئوپاترا به امپراتوری ضمیمه شد و توسط فرمانداری از تنها رتبه سوارکاران اداره می‌شد، شاید برای جلوگیری از جاه‌طلبی سناتورها. این استثنا یکتا بود اما برخلاف قوانین روم نبود، زیرا مصر به‌عنوان دارایی شخصی آگوستوس در نظر گرفته می‌شد، که مطابق با سنت پادشاهان دوره‌ی پیشین دوره هلنیستی بود.

### استان‌های جمهوری
| سال              | استان                | توضیحات |
| ---------------- | -------------------- | --- |
| ۲۴۱ پیش از میلاد | سیسیل                | تصرف شده از کارتاژ و الحاق در پایان جنگ اول پونی. |
| ۲۳۷ پیش از میلاد | ساردینیا و کورسیکا   | تصرف شده از کارتاژ و الحاق پس از جنگ مزدوران، به ترتیب در سال‌های ۲۳۸ و ۲۳۷ پیش از میلاد. |
| ۱۹۷ پیش از میلاد | هیسپانیا سیتریور     | در امتداد ساحل شرقی شبه‌جزیره ایبری؛ بخشی از قلمروهای تصرف شده از کارتاژ. |
| ۱۹۷ پیش از میلاد | هیسپانیا اولتیریور   | در امتداد ساحل جنوبی شبه‌جزیره ایبری؛ بخشی از قلمروهای تصرف شده از کارتاژ در جنگ دوم پونی. |
| ۱۴۷ پیش از میلاد | مقدونیه              | پس از جنگ آخه‌ایی ضمیمه شد. |
| ۱۴۶ پیش از میلاد | آفریقا               | شامل تونس امروزی، شرق الجزایر و غرب لیبی؛ ایجاد شده پس از نابودی کارتاژ در جنگ سوم پونی. |
| ۱۲۹ پیش از میلاد | آسیا                 | پیش‌تر پادشاهی آتالید در غرب آناتولی (ترکیه کنونی)؛ به روم واگذار شد توسط آخرین پادشاهش آتالس سوم در ۱۳۳ پیش از میلاد. |
| ۱۲۰ پیش از میلاد | گالیا ناربوننسیس     | جنوب فرانسه؛ پیش‌تر با نام گالیا ترانسالپینا شناخته می‌شد برای تمایز از گالیا سیسالپینا. پس از حملات به شهر یونانی متحد ماسالیا (مارسی) الحاق شد. |
| ۶۷ پیش از میلاد  | کرت و سیرنایکا       | سایرین در سال ۷۸ پیش از میلاد به روم واگذار شد اما به عنوان استان سازماندهی نشد تا کرت در سال ۶۶ پیش از میلاد ضمیمه شد. |
| ۶۳ پیش از میلاد  | بیتینی و پنتوس       | پادشاهی بیتینی توسط آخرین پادشاهش نیکومدس چهارم در سال ۷۴ پیش از میلاد به روم واگذار شد. به عنوان یک استان رومی در پایان جنگ سوم مهردادی (۷۳–۶۳ پیش از میلاد) توسط پومپه سازماندهی شد و بخش غربی پادشاهی شکست‌خورده پونتوس در سال ۶۳ پیش از میلاد به آن ضمیمه شد. |
| ۶۳ پیش از میلاد  | سوریه                | ایجاد شده توسط پومپه پس از برکناری آخرین پادشاه امپراتوری سلوکی فیلیپ دوم فیلورومایوس. |
| ۶۳ پیش از میلاد  | کیلیکیه              | ابتدا به عنوان یک منطقه فرماندهی نظامی در سال ۱۰۲ پیش از میلاد در یک کارزار علیه دزدان دریایی ایجاد شد. کاملاً تحت کنترل روم در پایان جنگ مهردادی سوم (۷۳–۶۳ پیش از میلاد) قرار گرفت و توسط پومپه در سال ۶۳ پیش از میلاد بازسازماندهی شد.                         |
| ۵۸ پیش از میلاد  | قبرس                 | پس از مرگ آخرین پادشاهش بطلمیوس قبرس ضمیمه شد و به استان کیلیکیه و قبرس اضافه شد. |
| ۴۶ پیش از میلاد  | نومیدیا - آفریکا نوا | نومیدیا شرقی توسط ژولیوس سزار ضمیمه شد و به نام آفریکا نوا (آفریقای جدید) نام‌گذاری شد تا از آفریکا وتوس (آفریقای قدیم) متمایز شود. نومیدیا غربی در سال ۴۰ پیش از میلاد به آفریکا نوا اضافه شد.                                                                   |

### استان‌های امپراتوری
| سال                      | استان                                        | توضیحات |
| در دوران آگوستوس         | در دوران آگوستوس                             | در دوران آگوستوس                                                                                              |
| ------------------------ | -------------------------------------------- | --- |
| ۳۰ پیش از میلاد          | مصر                                          | تصرف شده توسط آگوستوس پس از شکست مارک آنتونی و کلئوپاترا هفتم. تحت حکومت «پرفکتوس» آگوستوس، الکساندریه و مصر. |
| ۲۷ پیش از میلاد          | آخیا                                         | آگوستوس آن را از مقدونیه جدا کرد.                                                                             |
| ۲۷ پیش از میلاد          | هیسپانیا تاراکوننسیس                         | استان سابق هیسپانیا سیتریور که توسط آگوستوس بازسازماندهی شد (استان امپراتوری پرکنسولی).                       |
| ۲۷ پیش از میلاد          | لوسیتانیا                                    | توسط آگوستوس در بازسازماندهی استان‌های هیسپانیا ایجاد شد (استان امپراتوری پرکنسولی).                           |
| ۲۷ پیش از میلاد          | ایلیریکوم                                    | در ابتدا سناتوری، در ۱۱ پیش از میلاد به امپراتوری تبدیل شد. بعدها به دالماتیا و پانونیا تقسیم شد.             |
| ۲۷ یا ۱۶–۱۳ پیش از میلاد | آکیتنیا گال                                  | ایجاد شده در قلمروهای فتح شده توسط ژولیوس سزار (استان امپراتوری پرکنسولی).                                    |
| ۲۷ یا ۱۶–۱۳ پیش از میلاد | گالیا لوگدوننسیس                             | ایجاد شده در قلمروهای فتح شده توسط ژولیوس سزار (استان امپراتوری پرکنسولی).                                    |
| ۲۵ پیش از میلاد          | گالاتیا                                      | پس از مرگ آخرین پادشاهش آمینتاس ضمیمه شد.                                                                     |
| ۲۵ پیش از میلاد          | آفریکا پرکنسولاریس                           | ادغام آفریکا نوا و آفریکا وتوس.                                                                               |
| ۲۲ پیش از میلاد          | گالیا بلجیکا                                 | ایجاد شده در قلمروهای گال (استان امپراتوری پرکنسولی).                                                         |
| ۱۵ پیش از میلاد          | رایتیا                                       | استان امپراتوری پروکوریتوری.                                                                                  |
| ۱۴ پیش از میلاد          | هیسپانیا بایتیکا                             | استان سابق هیسپانیا اولتیریور که توسط آگوستوس بازسازماندهی شد (استان سناتوری پرایتوری-پرکنسولی).              |
| ۷ پیش از میلاد           | ژرمانیا آنتیکا                               | پس از شکست در سال ۹ میلادی از دست رفت.                                                                        |
| ۶ میلادی                 | موئسیا                                       | در ابتدا یک منطقه نظامی، در ۶ میلادی به استان تبدیل شد.                                                       |
| ۶ میلادی                 | یهودیه                                       | ایجاد شده پس از عزل هرود آرخلائوس.                                                                            |
| در دوران تیبریوس         |                                              | |
| ۱۷ میلادی                | کاپادوکیه                                    | ایجاد شده پس از مرگ آخرین پادشاهش آرخلائوس کاپادوکیه.                                                         |
| در دوران کلودیوس         |                                              | |
| ۴۲ میلادی                | موریتانیا تنگیتانا                           | پس از مرگ بطلمیوس موریتانیا ضمیمه و تقسیم شد.                                                                 |
| ۴۲ میلادی                | موریتانیا قیصریه                             | پس از مرگ بطلمیوس ضمیمه و تقسیم شد.                                                                           |
| ۴۱/۵۳ میلادی             | نریکوم                                       | در دوران کلودیوس به یک استان رسمی تبدیل شد.                                                                   |
| ۴۳ میلادی                | بریتانیا                                     | توسط کلودیوس فتح شد و در سال ۱۹۷ میلادی به بریتانیا علیا و بریتانیا سفلا تقسیم شد.                            |
| ۴۳ میلادی                | لیسیا                                        | توسط کلودیوس ضمیمه شد و در ۷۴ میلادی با پامفیلیا ادغام شد.                                                    |
| ۴۶ میلادی                | تراکیه                                       | توسط کلودیوس ضمیمه شد (استان امپراتوری پروکوریتوری).                                                          |
| ۴۷ میلادی؟               | آلپ‌های آترکتیانا و پونینا                    | در دوران کلودیوس ایجاد شد.                                                                                    |
| در دوران نرون            |                                              | |
| ۶۲ میلادی                | پونتوس                                       | همراه با کلخیس ضمیمه شد و بعدها به کاپادوکیه ملحق شد.                                                         |
| ۶۳ میلادی                | پادشاهی بسپوران                              | ضمیمه موسیا سفلا شد و در ۶۸ میلادی به عنوان یک پادشاهی تابع بازگردانده شد.                                    |
| ۶۳ میلادی                | آلپ‌های ماریتیما                              | احتمالاً در دوران نرون به یک استان تبدیل شد.                                                                   |
| ۶۳ میلادی                | آلپ‌های کوتیه                                 | در دوران نرون به یک استان تبدیل شد.                                                                           |
| در دوران وسپاسیان        |                                              | |
| ۷۲ میلادی                | کوم‌مگنه                                      | به سوریه ضمیمه شد.                                                                                            |
| ۷۲ میلادی                | ارمنستان کوچک                                | به سوریه ضمیمه شد.                                                                                            |
| ۷۴ میلادی                | لیسیا و پامفیلیا                             | توسط وسپاسیان ادغام شدند.                                                                                     |
| در دوران دومیتیان        |                                              | |
| ۸۳/۸۴ میلادی             | ژرمانیا علیا                                 | توسط کارزارهای دومیتیان در جنوب آلمان ایجاد شد.                                                               |
| ۸۳/۸۴ میلادی             | ژرمانیا سفلا                                 | همزمان با ژرمانیا علیا ایجاد شد.                                                                              |
| ۹۲ میلادی                | خلکیس                                        | به سوریه ضمیمه شد.                                                                                            |
| در دوران تراژان          |                                              | |
| ۱۰۰ میلادی               | قلمروهای ایتوریا، تراخونیتیس، باتانیا و غیره | به سوریه ضمیمه شدند.                                                                                          |
| ۱۰۶ میلادی               | عربیه                                        | بدون مقاومت توسط تراژان ضمیمه شد.                                                                             |
| ۱۰۷ میلادی               | داچیا                                        | در سال ۱۵۸ به داچیا علیا و داچیا سفلا تقسیم شد.                                                               |
| ۱۰۳/۱۱۴ میلادی           | اپیروس نووا                                  | از مقدونیه جدا شد.                                                                                            |
| ۱۱۴ میلادی               | ارمنستان                                     | توسط تراژان ضمیمه شد و بعدها به یک پادشاهی تابع توسط هادریان بازگردانده شد.                                   |
| ۱۱۶ میلادی               | میان‌رودان                                    | توسط تراژان تصرف شد و بعدها به پارت‌ها بازگردانده شد.                                                          |
| ۱۱۶ میلادی               | آشور                                         | توسط تراژان ایجاد شد و توسط هادریان رها شد.                                                                   |
| در دوران سپتیمیوس سوروس  |                                              | |
| ۱۹۳ میلادی               | نومیدیا                                      | از آفریقا پرکنسولاریس جدا شد.                                                                                 |
| ۱۹۴ میلادی               | سوریه کوله و فینیقیه                         | به دو استان تقسیم شدند.                                                                                       |
| در دوران کاراکالا        |                                              | |
| ۲۱۴ میلادی               | اوسروئن                                      | به امپراتوری ضمیمه شد.                                                                                        |
| در دوران اورلیان         |                                              | |
| ۲۷۱ میلادی               | داچیا اورلیانا                               | پس از تخلیه داچیا تراژانا ایجاد شد.                                                                           |

بسیاری از استان‌های بالا مدت‌ها تحت کنترل نظامی روم یا حکومت پادشاهان تابع روم بودند پیش از آنکه به‌طور رسمی به‌عنوان استان‌های مدنی تشکیل شوند. تنها تاریخ تشکیل رسمی استان در بالا ذکر شده است، نه تاریخ فتح آن.